# Smith & Wesson Модель 73
Smith & Wesson Модель 73 був револьвером під набій калібру .38 Special виробництва компанії Smith & Wesson. 

## Історія та опис
Модель 73 була випущена партією в 5000 одиниць в 1973. Його створили на рамці C, це була єдина модель створена на цій рамці. Це була модифікована рамка J під 6-зарядний барабан від рамки K. Це була відповідь компанії S&W на розробку компанії Colt револьвер Detective Special.
Револьвер мав зміщену засувку барабана, що ускладнило виробництво та тестування. В результаті більшість цих револьверів було знищено  з метою безпеки. За деякими оцінками у власності залишилося не більше 20 екземплярів.